# 24827 Maryphil
24827 Maryphil este un asteroid din centura principală de asteroizi.

## Descriere
24827 Maryphil este un asteroid din centura principală de asteroizi. A fost descoperit pe 2 septembrie 1995 la Catalina Station de Timothy B. Spahr. Asteroidul prezintă o orbită caracterizată de o semiaxă mare de 2,35 ua, o excentricitate de 0,23 și o înclinație de 22,9° în raport cu ecliptica.